# Арним, Элизабет фон
Элизабет фон Арним (англ. Elizabeth von Arnim; имя при рождении — Мэри Аннетт Бошан, англ. Mary Annette Beauchamp; 31 августа 1866 — 9 февраля 1941) — британская писательница австралийского происхождения. В первом браке — графиня фон Арним-Шлагентин, по второму мужу — графиня Расселл. Перед публикацией первой книги сменила имя на Элизабет, с тех пор стала известна как Элизабет фон Арним. Писала также под псевдонимом Alice Cholmondeley. На русский язык переведён её роман «Колдовской апрель». По мотивам этого романа снят фильм, получивший две премии «Золотой глобус».

## Ранние годы
Родилась в Киррибили (ныне — часть Сиднея), Австралия, в семье богатого судоходного торговца Генри Херрона Бошана (1825—1907) и Элизабет Вайс Ласеттер (1836—1919). Родные звали девочку Мэй. Помимо неё в семье было четверо детей: три брата и сестра. Когда ей было три года, семья переехала в Англию, на историческую родину отца. Детство будущей писательницы прошло в Лондоне, пару лет семья жила в Швейцарии. Она училась в Королевском колледже музыки, в основном изучая орган. Двоюродной племянницей Элизабет была писательница Кэтрин Мэнсфилд. Хотя Элизабет была старше на 22 года, позже она и Мэнсфилд переписывались, рассматривали работы друг друга и сблизились.

## Личная жизнь

### Первый брак
21 февраля 1891 года в Лондоне состоялась свадьба Элизабет с овдовевшим немецким аристократом, графом Хеннингом Августом фон Арним-Шлагентином (1851—1910), с которым она познакомилась во время поездки с отцом по Италии в 1889 году. Он был старшим сыном покойного графа Гарри фон Арнима, бывшего посла Германии во Франции. Сначала супруги обосновались в Берлине, а затем переехали в сельскую местность — в Нассенхайде, Померания (ныне Жендзины, Польша), в родовое поместье.
В 1899 году Хеннинг фон Арним был арестован и заключен в тюрьму за мошенничество, но позже оправдан. У пары было пятеро детей — четыре дочери и сын. Среди наставников детей были Эдвард Форстер (весна и лето 1905 года) и Хью Уолпол (апрель—июнь 1907 года). Форстер написал краткие воспоминания о месяцах, которые он провел там.
В 1908 году Элизабет с детьми вернулась в Лондон. Пара не считала это формальным разводом, хотя брак был несчастливым из-за дел графа, и некоторое время они спали в разных спальнях.
В 1910 году из-за финансовых проблем поместье в Нассенхайде пришлось продать. В том же году в Бад-Киссингене граф фон Арним скончался.
В 1911 году Элизабет переехала в Рандонь (Швейцария) в построенное Chalet Soleil, которое превратилось в центр притяжения для представителей литературного и светского общества.
С 1910 по 1913 год она была любовницей романиста Герберта Уэллса.
Дочь фон Арнимов Фелиситас, которая училась в школе-интернате в Швейцарии, а затем в Германии, умерла от пневмонии в возрасте 16 лет в 1916 году в Бремене. Она не смогла вернуться в Англию из-за ограничений, вызванных поездками во время Первой мировой войны и финансовым контролем.

### Второй брак
В 1916 году она вышла замуж за Джона Фрэнсиса Стэнли Расселла, 2-го графа Расселла (1865—1931), старшего брата Бертрана Расселла. Брак оказался неудачным, постоянные ссоры стали причиной разрыва отношений и отъезда Элизабет к дочерям Либет и Эви в Соединённые Штаты в 1919 году (хотя официально они не были в разводе до смерти Фрэнсиса).
В 1920 году она вернулась к себе домой в Швейцарию, используя её как базу для частых поездок в другие части Европы. В том же году у неё начался роман с Александром Стюартом Фрером-Ривзом (1892—1984), британским издателем, который был почти на 30 лет младше. Сначала он остановился в Chalet Soleil, чтобы каталогизировать её большую библиотеку, и завязался роман, длившийся несколько лет.
В 1933 году он женился на писательнице и театральном критике Патрисии Уоллес. Они назвали свою единственную дочь в честь фон Арним, которая стала крестной матерью ребёнка.
В 1930 году она поселилась в Мужене, на юге Франции, в поисках более тёплого климата. Она создала там розарий и назвала дом Mas des Roses. Там она продолжила собирать светский и литературный круг, как и в Швейцарии. Этот дом она сохранила за собой до конца жизни, хотя и переехала в США в 1939 году с началом Второй мировой войны.
Скончалась от гриппа в изоляторе Riverside Infirmary в Чарлстоне, Южная Каролина, 9 февраля 1941 года, в возрасте 74 лет. Была кремирована на кладбище Fort Lincoln Cemetery, штат Мэриленд, и в 1947 году её прах был смешан с прахом её брата, сэра Сиднея Бошана, на кладбище церкви Святой Маргарет, Тайлерс-Грин, Пенн, Бакингемшир.
На надгробной плите отчеканена надпись по-латыни: parva sed apta (намёк на её невысокий рост).

## Литературная карьера
Ища утешения от несчастливого брака (ее первый муж имел долги, сумма которых постоянно увеличивалась, из-за чего он был отправлен в тюрьму за мошенничество), она, взяв псевдоним «Элизабет», начала писать, опубликовав полуавтобиографический сатирический роман «Elizabeth and Her German Garden» (1898). Опубликованный анонимно, он рассказывает о борьбе главной героини Элизабет за создание сада в родовом поместье и её попытках интегрироваться в немецкое аристократическое юнкерское общество. Произведение имело большой успех и было переиздано двадцать раз в том же году. Полуавтобирграфическим был и её второй роман «The Solitary Summer» (1899).
К 1900 году книги фон Арним имели такой успех, что личность «Элизабет» вызвала спекуляции в газетах Лондона, Нью-Йорка и других мест.
Следующие её романы «The Benefactress» (1901), «Vera» (1921) и «Love» (1925) также были полуавтобиографическими. В других произведениях, таких как «Princess Priscilla’s Fortnight» (1905) и «Fräulein Schmidt and Mr Anstruther» (1907), показано противопоставление английского и немецкого характеров и остроумные наблюдения из жизни провинциальной Германии. Она написала около двадцати книг, сначала подписывая их как «автор „Elizabeth and Her German Garden“», а позже просто «Элизабет». Несмотря на то, что она никогда не писала официальной автобиографии, её книга «All the Dogs of My Life» (1936), где описана её любовь к домашним животным, содержит много наблюдений того круга общества, частью которого она была.

### Признание

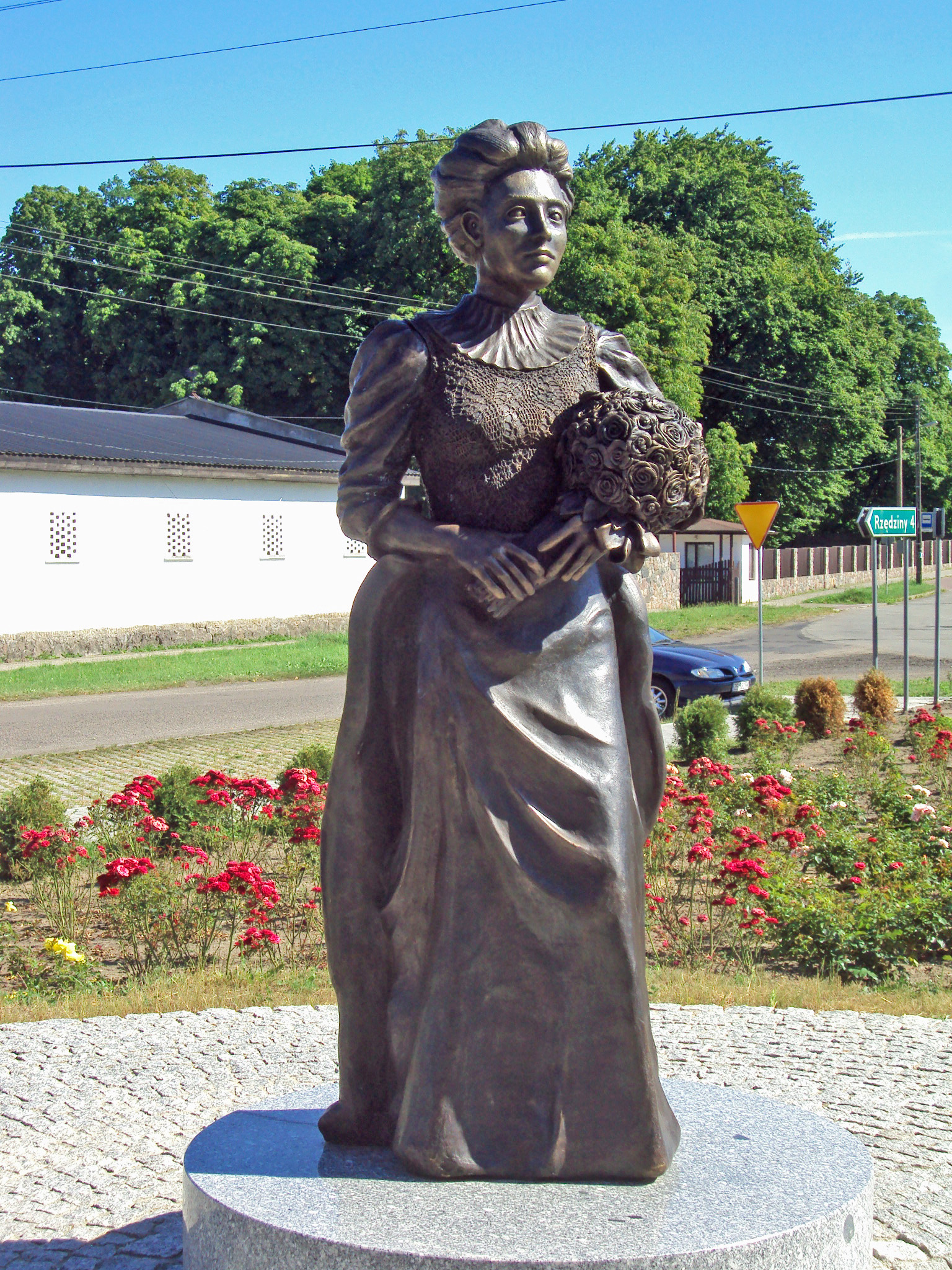
Памятник, установленный фон Арним в Польше

Роман «Vera» (1921), трагикомический сюжет которого основывался на её губительном браке с графом Расселом, был её наиболее признанным критиками произведением. Джон Миддлтон Мерри обозначил его как «Грозовой перевал» Джейн Остин.
Её роман «Колдовской апрель» (1922), написанный после месячного отпуска на Итальянской Ривьере, является, пожалуй, самым лёгким и жизнерадостным из всех её произведений, был адаптирован для сцены и экрана: как спектакль на Бродвее в 1925 году; полнометражный фильм (с Энн Гардинг, Фрэнком Морганом и Кэтрин Александр в главных ролях) 1935 года, не пользовавшийся особой популярностью; более удачная экранизация 1991 года, получившая три номинации на Оскар (в главной роли Миранда Ричардсон, Джози Лоуренс, Джим Бродбент и Джоан Плаурайт); как спектакль 2003 года, награжденный премией Tony; музыкальный спектакль 2010 года; а в 2015 году как сериал на BBC Radio 4. Теренс де Вер Уайт отметил, что именно роман «Колдовской апрель» помог итальянскому курорту Портофино прославиться на весь мир и привлечь туристов. Это также, вероятно, наиболее читаемая из всех её работ, поскольку после публикации она была выбрана клубом «Книга месяца» в Америке.
Её роман «Мистер Скеффингтон» (1940) был экранизирован кинокомпанией Warner Bros. в 1944 году с Клодом Рейнсом и Бетти Дейвис в главных ролях.

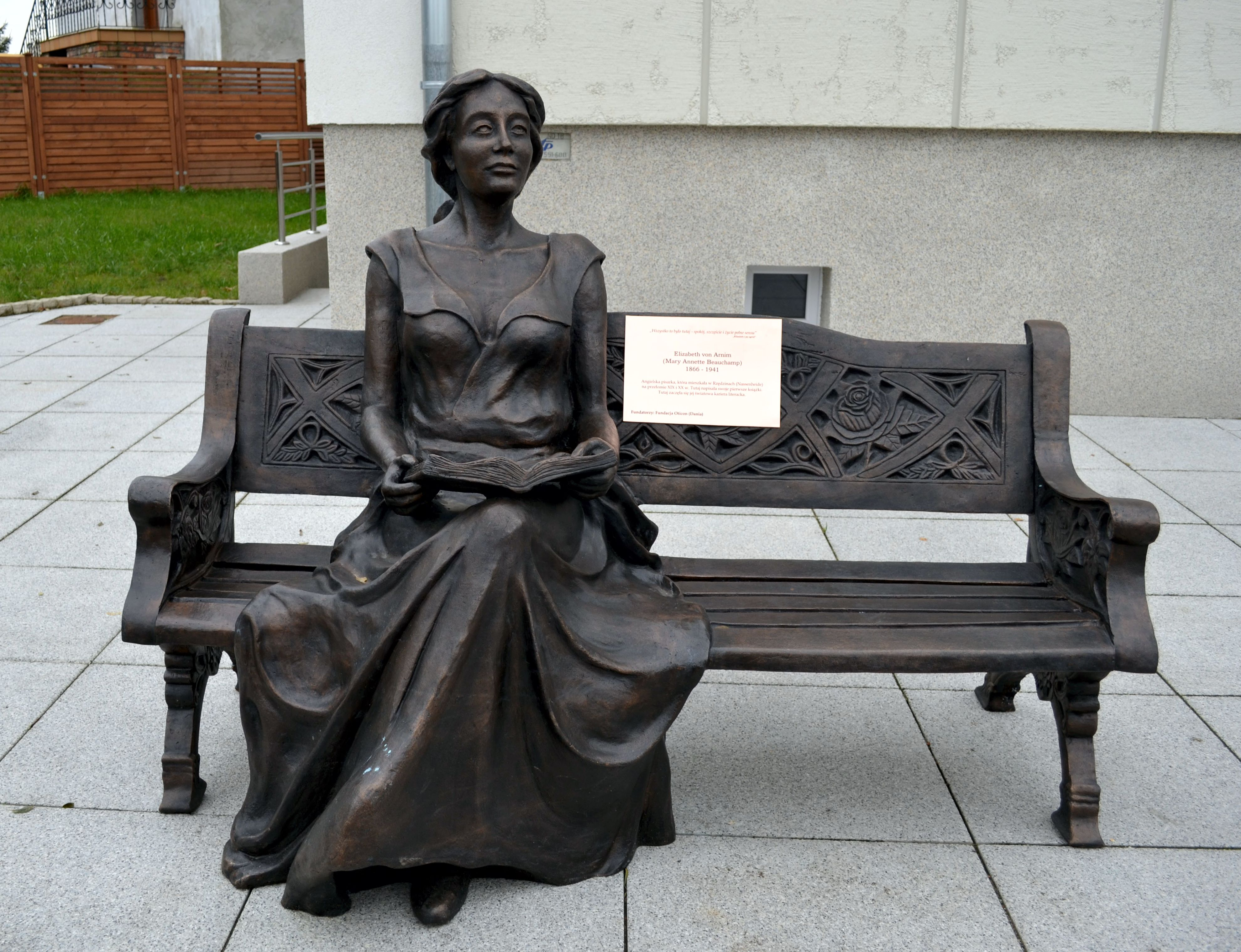

С 1983 году британское издательство Virago переиздаёт её работы с новыми предисловиями современных писателей, некоторые из которых пытаются представить её феминисткой. The Reader’s Encyclopedia сообщает, что многие из её более поздних романов это просто «исчерпаемые свершения».

## Избранные произведения
- Elizabeth and Her German Garden (1898) — online at Project Gutenberg – Элизабет и ее немецкий сад (2022)
- The Solitary Summer (1899) — online at Project Gutenberg
- The April Baby’s Book of Tunes (1900) (иллюстрации Kate Greenaway) — online at Project Gutenberg
- The Benefactress (1901) — online at Project Gutenberg
- The Ordeal of Elizabeth (1901; черновик романа, опубликованный посмертно)
- The Adventures of Elizabeth in Rugen (1904) — online at Project Gutenberg
- Princess Priscilla’s Fortnight (1905) — online at Project Gutenberg
- Fräulein Schmidt and Mr Anstruther (1907) — online at Project Gutenberg
- The Caravaners (1909)
- The Pastor’s Wife (1914) — online at Project Gutenberg
- Christine (1917) (написан под псевдонимом Alice Cholmondeley) — online at Project Gutenberg
- Christopher and Columbus (1919) — online at Project Gutenberg
- In the Mountains (1920) — online at Project Gutenberg
- Vera (1921) — online at Project Gutenberg – Вера (2022)
- The Enchanted April (1922) — online at Project Gutenberg – Колдовской апрель (2021)
- Love (1925)
- Introduction to Sally (1926)
- Expiation (1929)
- Father (1931)
- The Jasmine Farm (1934)
- All the Dogs of My Life (autobiography, 1936)
- Mr. Skeffington (1940) — online at Project Gutenberg Australia – Мистер Скеффингтон (2023)